# Петрилівці (Мядельський район)
Петрилівці (біл. вёска Пятрэляўцы) — село в складі Мядельського району Мінської області, Білорусь. Село підпорядковане Слобідзькій сільській раді, розташоване в північній частині області.